# Photon Tide
Photon Tide je udruženje ljubitelja naučne fantastike u Srbiji. Održali su prvu konvenciju ljubitelja serije Zvezdane staze u Srbiji i dokumentovani su u američkom dokumentarnom filmu Trekkies 2.

## Istorija
Udruženje je osnovano 1997. kao klub Trekija, a kao nevladina organizacija registrovano je 2002. godine. Godine 2003. filmska ekipa dokumentarnog filma Trekkies 2, dolazi u Srbiju da snimi lokalne ljubitelje serije Zvezdane staze. Sa Deniz Krozbi kao specijalnim gostom,  konvencije, organizovane od strane Photon Tide-a, ljubitelji iz raznih delova Balkana došli su u Novi Sad kako bi prisustvovali prvoj konvenciji ljubitelja Zvezdanih staza u ovom delu sveta. 
Godine 2006. Photon Tide je uključen u program muzičkog festivala Egzit sa Supernova stejdžom posvećenim naučnoj fantastici u Srbiji.

## Aktivnosti
izdaje fanzin Nova posvećen naučnoj fantastici, unutar naučnog magazina Astronomija u Srbiji i zemljama na teritoriji bivše Jugoslavije. 

## Spoljašnje veze
- Zvanična prezentacija organizacije